# 紫杉薄孔菌
紫杉薄孔菌，屬多孔菌科一種，是木棲腐生的中小型菇類。